# Epiphragma (Epiphragma) enixum
Epiphragma (Epiphragma) enixum is een tweevleugelige uit de familie steltmuggen (Limoniidae). De soort komt voor in het Neotropisch gebied.